# Roger L'Estrange
Roger L'Estrange   (Hunstanton, 17 de desembre de 1616 - Londres, 11 de desembre de 1704) va ser un escriptor anglès del segle xvii, defensor de les tesis realistes durant la primera revolució anglesa. En 1644 va dirigir una conspiració en favor de Carlos I d'Anglaterra i va ser condemnat a mort per espionatge. No obstant això, després de quatre anys de presó, L'Estrange va aconseguir fugir, refugiant-se a Holanda. En 1653 li va ser concedida una amnistia per part d'Oliver Cromwell.
En 1663, durant la Restauració anglesa, Roger L'Estrange va iniciar una carrera com a periodista, publicant un periòdic anomenat The Public Intelligencer. Va seguir implicat en controvèrsies polítiques durant tota la seva vida. En 1685 va ser nomenat cavaller per Jaime II d'Anglaterra. Més tard, aquest ardent tory, adversari de la tolerància religiosa, va ser arrestat nombroses vegades per estar barrejant en diverses conspiracions contra Guillermo III d'Anglaterra.
A més dels seus escrits en panflets o periodístics, L'Estrange va realitzar nombroses traduccions a l'anglès d'obres de la literatura clàssica com les Faules d'Isop.